# Brnjica (Republika Serbska)
Brnjica (cyr. Брњица) – wieś w Bośni i Hercegowinie, w Republice Serbskiej, w mieście Sarajewo Wschodnie, w gminie Pale. W 2013 roku liczyła 23 mieszkańców.